# Lijst van rijksmonumenten in Schiedam
De stad Schiedam telt 238 inschrijvingen in het rijksmonumentenregister. Hieronder een overzicht. De binnenstad van Schiedam is in 2005 aangewezen tot een van rijkswege beschermd stadsgezicht. 
| Object | Oorspronkelijke functie?  | Bouwjaar                        | Architect                           | Locatie                                     | Coördinaten?                  | Nr.?   | Afbeelding |
| --- | ------------------------- | ------------------------------- | ----------------------------------- | ------------------------------------------- | ----------------------------- | ------ | --- |
| Pand met hoge lijstgevel | Woonhuis                  | ca. 1800                        |                                     | Boterstraat 46                              | 51° 55' 8" NB, 4° 23' 59" OL  | 33123  | Meer afbeeldingen |
| Pakhuis met klokgevel met tussendekplaten. Getoogde poort op hardstenen pilasters en met sluitstenen | Opslag                    | mogelijk tweede helft 18e eeuw  |                                     | Boterstraat 48                              | 51° 55' 9" NB, 4° 23' 59" OL  | 33124  | Meer afbeeldingen |
| Ruïne van Mathenesse. Overblijfsel van het Huis te Riviere (later Mathenesse genoemd) | Fort, vesting en -onderdl | midden 13e eeuw                 |                                     | Huis Te Riviere 1                           | 51° 55' 5" NB, 4° 24' 10" OL  | 33125  | Meer afbeeldingen |
| Voornaam woonhuis met drie assen brede en drie verdiepingen hoge voorgevel, gelegen op een opvallend punt in het oudste stadscentrum | Woonhuis                  | 19e eeuw                        |                                     | Dam 4                                       | 51° 55' 4" NB, 4° 23' 47" OL  | 33126  | Meer afbeeldingen |
| Herenhuis van parterre en verdieping ter breedte van vier vensterassen | Woonhuis                  | eerste kwart 19e eeuw           |                                     | Dam 8                                       | 51° 55' 4" NB, 4° 23' 47" OL  | 33127  | Meer afbeeldingen |
| Stadhuis | Bestuursgebouw en onderdl | 16e eeuw (oorsprong)            |                                     | Grote Markt 1                               | 51° 55' 6" NB, 4° 23' 54" OL  | 33128  | Meer afbeeldingen |
| Hoekpand Breede Marktsteeg met parterre en twee verdiepingen. Schilddak. Aan de Marktzijde een kroonlijst. De verdiepingsvensters hebben zesruitsschuiframen | Werk-woonhuis             | mogelijk 18e eeuw               |                                     | Grote Markt 17                              | 51° 55' 6" NB, 4° 23' 51" OL  | 33129  | Meer afbeeldingen |
| Pand met klokgevel met tussendekplaten, oorspronkelijk pakhuis. Onder een dak met het nr 21 | Industrie                 | midden 19e eeuw                 |                                     | Grote Markt 19                              | 51° 55' 6" NB, 4° 23' 51" OL  | 33130  | Meer afbeeldingen |
| Pand met klokgevel, een geheel vormend met het buurpand nr 19 | Industrie                 |                                 |                                     | Grote Markt 21                              | 51° 55' 6" NB, 4° 23' 51" OL  | 33131  | Meer afbeeldingen |
| Pand met eenvoudige tuitgevel | Werk-woonhuis             | mogelijk eerste helft 19e eeuw  |                                     | Grote Markt 23                              | 51° 55' 6" NB, 4° 23' 52" OL  | 33132  | Meer afbeeldingen |
| Pand met zadeldak, evenwijdig aan de straat. Lijstgevel met stucdecoraties (XIXc). Gesneden consoles onder de lijst | Woonhuis                  | mogelijk 18e eeuw               |                                     | Grote Markt 25                              | 51° 55' 6" NB, 4° 23' 52" OL  | 33133  | Meer afbeeldingen |
| Pand met hoog schilddak. Lijstgevel met stucdecoraties, gepleisterd | Woonhuis                  | mogelijk 18e eeuw               |                                     | Grote Markt 27                              | 51° 55' 7" NB, 4° 23' 52" OL  | 33134  | Meer afbeeldingen |
| Pand met gepleisterde lijstgevel met stucdecoraties | Woonhuis                  | mogelijk 18e eeuw               |                                     | Grote Markt 29                              | 51° 55' 7" NB, 4° 23' 52" OL  | 33135  | Meer afbeeldingen |
| Pand met hoog schilddak en gepleisterde lijstgevel | Woonhuis                  | mogelijk 18e eeuw               |                                     | Grote Markt 31A                             | 51° 55' 7" NB, 4° 23' 53" OL  | 33136  | Meer afbeeldingen |
| Pand met eenvoudige lijstgevel. Lage bovenverdieping. Hardstenen plint en vensterdorpels. Deuromlijsting met hoofdgestel op klossen | Werk-woonhuis             | tweede kwart 19e eeuw           |                                     | Grote Markt 35                              | 51° 55' 7" NB, 4° 23' 53" OL  | 33139  | Meer afbeeldingen |
| Pand van parterre en twee verdiepingen, ter breedte van drie vensterassen. Zadeldakje. Lijstgevel van karakter derde kwart 19e eeuw | Werk-woonhuis             | 17e eeuw                        |                                     | Grote Markt 37A                             | 51° 55' 7" NB, 4° 23' 54" OL  | 33140  | Meer afbeeldingen |
| Hoekpand Lange Kerkstraat met hoge tuitgevel | Werk-woonhuis             | laatste helft 18e eeuw          |                                     | Grote Markt 2A                              | 51° 55' 5" NB, 4° 23' 56" OL  | 33141  | Meer afbeeldingen |
| Pand van parterre en verdieping onder zadeldak. Lijstgevel | Woonhuis                  | ca. 1800                        |                                     | Grote Markt 4                               | 51° 55' 6" NB, 4° 23' 56" OL  | 33142  | Meer afbeeldingen |
| Pand met tuitgevel. De verdiepingsvensters hebben zes- en vierruitsschuiframen met gegroefde middenstijlen | Werk-woonhuis             | eerste helft 19e eeuw           |                                     | Grote Markt 6A;B                            | 51° 55' 6" NB, 4° 23' 53" OL  | 33143  | Meer afbeeldingen |
| Sint-Jacobsgasthuis (Stedelijk Museum) | Sociale zorg, liefdadigh. | 1792                            | Jan Giudici                         | Hoogstraat 112                              | 51° 54' 57" NB, 4° 23' 52" OL | 33144  | Meer afbeeldingen |
| Voormalige politiebureau | Bestuursgebouw en onderdl | ca. 1860                        |                                     | Hoogstraat 200                              | 51° 55' 5" NB, 4° 23' 52" OL  | 33145  | Meer afbeeldingen |
| Pand met lijstgevel, waarvan de deuromlijsting gesneden versieringen en een gesneden kalf bezit | Woonhuis                  | ca. 1800                        |                                     | Noordvest 141                               | 51° 55' 7" NB, 4° 23' 34" OL  | 33146  | Meer afbeeldingen |
| Hoekpand Nieuwe Sluisstraat met in midden-19e-eeuwse afgeronde hoek | Woonhuis                  | 18e eeuw                        |                                     | Korte Dam 10                                | 51° 55' 4" NB, 4° 23' 49" OL  | 33147  | Meer afbeeldingen |
| Korte Havenbrug | Brug                      | derde kwart 19e eeuw            |                                     | Korte Haven tegenover 3                     | 51° 55' 2" NB, 4° 23' 47" OL  | 33148  | Meer afbeeldingen |
| Pakhuis met klokgevel | Nijverheid                | 18e eeuw                        |                                     | Korte Haven 7                               | 51° 55' 1" NB, 4° 23' 43" OL  | 33149  | Meer afbeeldingen |
| Koopmanshuis van parterre en twee verdiepingen met zadeldak | Woonhuis                  | eerste kwart 19e eeuw           |                                     | Korte Haven 129                             | 51° 55' 1" NB, 4° 23' 39" OL  | 33150  | Meer afbeeldingen |
| Thans gemeentearchief Statig hoog pand, uit twee koopmanshuizen onder een dak bestaande. Parterre, drie verdiepingen en zadeldak. Elk huis is drie vensterassen breed en beide zijn onder een kroonlijst gebracht. In nummer 31 links een getoogde inrijpoort. Vensters met hardstenen dorpels          | Werk-woonhuis             |                                 |                                     | Korte Haven 131A                            | 51° 55' 1" NB, 4° 23' 39" OL  | 33151  | Meer afbeeldingen |
| Stadstimmerwerf | Nijverheid                | 18e eeuw                        |                                     | Korte Haven 135                             | 51° 55' 2" NB, 4° 23' 37" OL  | 33152  | Meer afbeeldingen |
| Pand onder schilddak en met eenvoudige lijstgevel. In de vensters acht- en zesdelige schuiframen | Woonhuis                  | tweede kwart 19e eeuw           |                                     | Korte Haven 8                               | 51° 55' 4" NB, 4° 23' 43" OL  | 33153  | Meer afbeeldingen |
| Pand onder schilddak en met lage bovenverdieping. Lijstgevel met vensters, waarin zesdelige schuiframen | Woonhuis                  | eerste helft 19e eeuw           |                                     | Korte Haven 10A                             | 51° 55' 4" NB, 4° 23' 43" OL  | 33154  | Meer afbeeldingen |
| Hoog pakhuis onder twee evenwijdige zadeldaken, aan voor en achterzijde afgesloten door gekoppelde klokgevels met tussendekplaten | Industrie                 | eerste helft 19e eeuw           |                                     | Korte Haven 14                              | 51° 55' 4" NB, 4° 23' 43" OL  | 33155  | Meer afbeeldingen |
| Pakhuis onder twee evenwijdige schilddaken | Opslag                    | mogelijk eerste helft 19e eeuw  |                                     | Korte Haven 18                              | 51° 55' 4" NB, 4° 23' 41" OL  | 33156  | Meer afbeeldingen |
| Dwarshuis onder zadeldak tussen puntgevels | Werk-woonhuis             | 19e eeuw (karakter)             |                                     | Korte Haven 20                              | 51° 55' 3" NB, 4° 23' 41" OL  | 33157  | Meer afbeeldingen |
| Dwarshuis met verdieping, hoog schilddak en gepleisterde lijstgevel van vroeg-19e-eeuws karakter | Woonhuis                  | 18e eeuw                        |                                     | Korte Haven 44                              | 51° 55' 3" NB, 4° 23' 37" OL  | 33158  | Meer afbeeldingen |
| Nederlands Hervormd Weeshuis "De Lindenhof" | Sociale zorg, liefdadigh. | 1779-1782                       |                                     | Lange Achterweg 36                          | 51° 54' 57" NB, 4° 23' 58" OL | 33159  | Meer afbeeldingen |
| Verspreid langs de walkanten van de Lange en Korte Haven en aan de Nieuwe Sluisstraat een reeks decoratieve ijzeren gaslantaarns, thans ingericht voor natriumlicht, zonder dat het oude aspect is aangetast                                                                                            | Straatmeubilair           |                                 |                                     | Lange Haven                                 | 51° 54' 57" NB, 4° 23' 49" OL | 33160  | Verspreid langs de walkanten van de Lange en Korte Haven en aan de Nieuwe Sluisstraat een reeks decoratieve ijzeren gaslantaarns, thans ingericht voor natriumlicht, zonder dat het oude aspect is aangetast |
| Appelmarktbrug | Brug                      | derde kwart 19e eeuw            |                                     | Appelmarkt tegenover 6                      | 51° 54' 56" NB, 4° 23' 48" OL | 33161  | Meer afbeeldingen |
| Pand met eenvoudige tuitgevel afgedekt door een rollaag | Woonhuis                  | eerste kwart 19e eeuw           |                                     | Lange Haven 5                               | 51° 54' 50" NB, 4° 24' 2" OL  | 33162  | Meer afbeeldingen |
| Pand met eenvoudige lijstgevel. In hardsteen gebosseerde onderpui, waarin twee getoogde deuren. Hardstenen vensterdorpels | Woonhuis                  | midden 19e eeuw                 |                                     | Lange Haven 9                               | 51° 54' 50" NB, 4° 24' 2" OL  | 33163  | Meer afbeeldingen |
| Pand met hoge lijstgevel. Gesneden deuromlijsting en rechts een getoogde poort | Woonhuis                  | eerste kwart 19e eeuw           |                                     | Lange Haven 11                              | 51° 54' 50" NB, 4° 24' 1" OL  | 33164  | Meer afbeeldingen |
| Pakhuis met hoge klokgevel, voorzien van tussendekplaten. Getoogde inrijpoort op hardstenen pilasters met hoofdgestellen. Het metselwerk ten dele vernieuwd | Nijverheid                | laatste helft 18e eeuw          |                                     | Lange Haven 25                              | 51° 54' 50" NB, 4° 23' 59" OL | 33165  | Meer afbeeldingen |
| Pand achter eenvoudige midden-19e-eeuwse lijstgevel. Hardstenen plint en vensterdorpels. Deuromlijsting met houten pilasters en hoofdgestel | Woonhuis                  | 17e eeuw                        |                                     | Lange Haven 27                              | 51° 54' 50" NB, 4° 23' 58" OL | 33166  | Meer afbeeldingen |
| Pand met gepleisterde lijstgevel ter breedte van vijf vensterassen. Deuromlijsting met houten hoofdgestel. Hardstenen vensterdorpels | Woonhuis                  | midden 19e eeuw                 |                                     | Lange Haven 29                              | 51° 54' 50" NB, 4° 23' 58" OL | 33167  | Meer afbeeldingen |
| Pand met eenvoudige lijstgevel ter breedte van vijf vensterassen. Hardstenen plint | Woonhuis                  | midden 19e eeuw                 |                                     | Lange Haven 33                              | 51° 54' 51" NB, 4° 23' 57" OL | 33168  | Meer afbeeldingen |
| Pakhuis met lijstgevel. Getoogde poort op hardstenen pilasters met hoofdgestellen. In rode en gele steen geblokte poortboog | Industrie                 | midden 19e eeuw                 |                                     | Lange Haven 37                              | 51° 54' 51" NB, 4° 23' 56" OL | 33169  | Meer afbeeldingen |
| Pand met eenvoudige, statige lijstgevel ter breedte van vijf vensterassen. Souterrain met drie verdiepingen. Vensters met hardstenen dorpels en late schuiframen | Woonhuis                  | midden 19e eeuw                 |                                     | Lange Haven 39                              | 51° 54' 51" NB, 4° 23' 56" OL | 33170  | Meer afbeeldingen |
| Pand met eenvoudige lijstgevel | Woonhuis                  | midden 18e eeuw                 |                                     | Lange Haven 49                              | 51° 54' 51" NB, 4° 23' 54" OL | 33171  | Meer afbeeldingen |
| Pand met eenvoudige lijstgevel. In de parterre twee getoogde deuromlijstingen met authentieke, gesneden deur met fraai gesneden bovenlichten in Lod. XVI-trant. Stoep met stoeppalen | Woonhuis                  | laatste kwart 18e eeuw          |                                     | Lange Haven 55                              | 51° 54' 52" NB, 4° 23' 53" OL | 33172  | Meer afbeeldingen |
| Pand onder dwars zadeldak en met gepleisterde lijstgevel. Bordes met stoephek, gesneden deur, waarboven gesneden kalf; rechts een poort, eveneens met gesneden kalf. Smalle diepliggende vensters met hardstenen dorpels en late schuiframen. Houten kroonlijst, met in het fries triglyphen en metopen | Woonhuis                  | ca. 1800                        |                                     | Lange Haven 57                              | 51° 54' 51" NB, 4° 23' 52" OL | 33173  | Meer afbeeldingen |
| Pand met gevel, waarvan de lijst gedragen wordt door klossen. Gepleisterde onderpui, waarin gesneden deuromlijsting en deur met gesneden trumeau, alsmede twee getoogde poorten. De vensters van de verdiepingen hebben gesneden middenstijlen en gietijzeren raamhekjes. Stoeppalen                    | Woonhuis                  | laatste kwart 18e eeuw          |                                     | Lange Haven 59                              | 51° 54' 52" NB, 4° 23' 52" OL | 33174  | Meer afbeeldingen |
| IJsselstenen pakhuis met gepleisterde lijstgevel, van karakter derde kwart 19e eeuw door de getoogde vensteromlijstingen met stucomlijstingen | Opslag                    | 18e eeuw                        |                                     | Lange Haven 61                              | 51° 54' 52" NB, 4° 23' 51" OL | 33175  | Meer afbeeldingen |
| Patriciershuis | Woonhuis                  | 1803-1804                       | C.J.P. Giudici                      | Lange Haven 65                              | 51° 54' 52" NB, 4° 23' 51" OL | 33177  | Meer afbeeldingen |
| Pacticiershuis met vijf vensterassen brede lijstgevelXVIII | Woonhuis                  | midden 18e eeuw                 |                                     | Lange Haven 67                              | 51° 54' 52" NB, 4° 23' 50" OL | 33178  | Meer afbeeldingen |
| Monumentaal patriciershuis met vijf vensterassen brede lijstgevel | Woonhuis                  | laatste kwart 18e eeuw          |                                     | Lange Haven 71                              | 51° 54' 53" NB, 4° 23' 50" OL | 33179  | Meer afbeeldingen |
| Eenvoudig herenhuis met bakstenen lijstgevel | Woonhuis                  | laatste kwart 18e eeuw          |                                     | Lange Haven 73                              | 51° 54' 53" NB, 4° 23' 49" OL | 33180  | Meer afbeeldingen |
| Hoekpand Brandersteeg met bakstenen lijstgevel ter breedte van vier vensterassen. Lage bovenverdieping. Geprofileerde vensterdorpels | Werk-woonhuis             | laatste kwart 18e eeuw          |                                     | Lange Haven 77                              | 51° 54' 54" NB, 4° 23' 48" OL | 33181  | Meer afbeeldingen |
| Pand met eenvoudige, bakstenen lijstgevel | Werk-woonhuis             | laatste kwart 18e eeuw          |                                     | Lange Haven 79                              | 51° 54' 54" NB, 4° 23' 48" OL | 33182  | Meer afbeeldingen |
| Pand met eenvoudige lijstgevel waarin vensters met geprofileerde, hardstenen dorpels. Authentieke deur met bovenlicht. Stoeppalen en hekken | Woonhuis                  | laatste helft 18e eeuw          |                                     | Lange Haven 81                              | 51° 54' 54" NB, 4° 23' 47" OL | 33183  | Meer afbeeldingen |
| Een pandje met bakstenen lijstgevel met stucdecoratie. Stoephek | Woonhuis                  | 19e eeuw                        |                                     | Lange Haven bij 81                          | 51° 54' 54" NB, 4° 23' 47" OL | 33184  | Meer afbeeldingen |
| Pand met eenvoudige lijstgevel. Hardstenen vensterdorpels en stoeppalen | Werk-woonhuis             | laatste helft 18e eeuw          |                                     | Lange Haven 83                              | 51° 54' 54" NB, 4° 23' 47" OL | 33185  | Pand met eenvoudige lijstgevel. Hardstenen vensterdorpels en stoeppalen |
| Gerend pand met eenvoudige lijstgevel. In hardsteen gebosseerde onderpui, waarin links een gesneden deur met Lod. XVI-kalf. Hardstenen vensterdorpels | Woonhuis                  | laatste kwart 18e eeuw          |                                     | Lange Haven 85                              | 51° 54' 55" NB, 4° 23' 47" OL | 33186  | Meer afbeeldingen |
| Pand met eenvoudige lijstgevel, van karakter derde kwart 19e eeuw. Gepleisterde pui. Drie stoeppalen met hekken | Woonhuis                  | laatste kwart 19e eeuw          |                                     | Lange Haven 87A                             | 51° 54' 55" NB, 4° 23' 47" OL | 33187  | Meer afbeeldingen |
| Herenhuis met eenvoudige, bakstenen lijstgevel | Woonhuis                  | mogelijk eerste kwart 19e eeuw  |                                     | Lange Haven 89                              | 51° 54' 55" NB, 4° 23' 47" OL | 33188  | Meer afbeeldingen |
| Pand onder zadeldak met gepleisterde lijstgevel met stucversiering. Stoeppalen. Vormt een geheel met het buurnummer 97 | Woonhuis                  | derde kwart 19e eeuw            |                                     | Lange Haven 95                              | 51° 54' 56" NB, 4° 23' 47" OL | 33189  | Meer afbeeldingen |
| Pand onder zadeldak met gepleisterde lijstgevel met stucversiering. Een rijk gesneden deur met trumeau in vorm Lod. XVI. Stoeppalen. Vormt een geheel met het buurnummer 95 | Werk-woonhuis             | derde kwart 19e eeuw            |                                     | Lange Haven 97                              | 51° 54' 56" NB, 4° 23' 47" OL | 33190  | Meer afbeeldingen |
| Hoekpand Walvisstraat met voorgevel. Deur met eenvoudig bovenlicht, schuiframen en stoep met stoeppalen | Woonhuis                  | 18e eeuw                        |                                     | Lange Haven 99                              | 51° 54' 57" NB, 4° 23' 47" OL | 33191  | Meer afbeeldingen |
| Pand met eenvoudige tuitgevel onder rollaag. In de verdiepingen negen- en vierruitsschuiframen | Woonhuis                  | mogelijk eerste helft 19e eeuw  |                                     | Lange Haven 101                             | 51° 54' 58" NB, 4° 23' 47" OL | 33192  | Meer afbeeldingen |
| Statig patriciershuis met eenvoudige lijstgevel ter breedte van vijf vensterassen | Woonhuis                  | laatste kwart 18e eeuw          |                                     | Lange Haven 103                             | 51° 54' 58" NB, 4° 23' 46" OL | 33193  | Meer afbeeldingen |
| Monumentaal patriciershuis | Woonhuis                  | derde kwart 18e eeuw            |                                     | Lange Haven 107                             | 51° 54' 58" NB, 4° 23' 47" OL | 33194  | Meer afbeeldingen |
| Pand met eenvoudige lijstgevel. Vensters met geprofileerde dorpels en acht-, vier- en zesruitsschuiframen met gegroefde middenstijlen. Stoephek | Woonhuis                  | laatste kwart 18e eeuw          |                                     | Lange Haven 109                             | 51° 54' 59" NB, 4° 23' 47" OL | 33195  | Meer afbeeldingen |
| Patriciershuis. Gesausde gevel onder rechte lijst. Deuromlijsting met consoles en snijraam Lod. XV. In de verdiepingen empire-schuiframen met gegroefde middenstijlen | Woonhuis                  | 17e eeuw                        |                                     | Lange Haven 111                             | 51° 54' 59" NB, 4° 23' 47" OL | 33196  | Meer afbeeldingen |
| Musis Sacrum Gebouw, waarvan de gepleisterde lijstgevel in de bel-etage te weerszijden van de middenrisaliet vensters met hoofdgestellen heeft, die laat Empiresnijwerk vertonen | Woonhuis                  | midden 19e eeuw                 |                                     | Lange Haven 115                             | 51° 54' 59" NB, 4° 23' 45" OL | 33197  | Meer afbeeldingen |
| Herenhuis met eenvoudige, bakstenen lijstgevel ter breedte van vier vensterassen | Woonhuis                  | laatste kwart 18e eeuw          |                                     | Lange Haven 117                             | 51° 54' 59" NB, 4° 23' 47" OL | 33198  | Meer afbeeldingen |
| Pand met eenvoudige lijstgevel | Woonhuis                  | 18e eeuw                        |                                     | Lange Haven 121                             | 51° 54' 60" NB, 4° 23' 46" OL | 33199  | Meer afbeeldingen |
| Pand met gepleisterde lijstgevel. Oudere deur in Lod. XVI vormen met eenvoudig bovenlicht en hoofdgestel | Woonhuis                  | derde kwart 19e eeuw (karakter) |                                     | Lange Haven 123                             | 51° 54' 60" NB, 4° 23' 46" OL | 33200  | Meer afbeeldingen |
| Hoekpand. Eenvoudige lijstgevel met hardstenen plint en vensterdorpels. Deuromlijsting met Lod. XIV-consoles. Stoephek met stoeppalen | Woonhuis                  | tweede kwart 18e eeuw           |                                     | Lange Haven 125                             | 51° 55' 0" NB, 4° 23' 46" OL  | 33201  | Meer afbeeldingen |
| Herenhuis met lijstgevel, rijk van stucwerk voorzien. In pleister gebosseerde parterre, waarin getoogde vensters. De vensters van de verdieping hebben hoofdgestellen. Kroonlijst met verdiepte velden en consoles                                                                                      | Woonhuis                  | derde kwart 19e eeuw            |                                     | Lange Haven 127                             | 51° 55' 0" NB, 4° 23' 46" OL  | 33202  | Meer afbeeldingen |
| Pand met lijstgevel met deuromlijsting, schuiframen en stoeppalen | Woonhuis                  | laatste helft 18e eeuw          |                                     | Lange Haven 129                             | 51° 55' 1" NB, 4° 23' 46" OL  | 33203  | Meer afbeeldingen |
| Herenhuis met bakstenen lijstgevel met gesneden consoles Lod. XIV. Hardstenen plint en vensterdorpels | Woonhuis                  | tweede kwart 18e eeuw           |                                     | Lange Haven 131                             | 51° 55' 1" NB, 4° 23' 46" OL  | 33205  | Meer afbeeldingen |
| Pand met eenvoudige lijstgevel met hardstenen plint en vensterdorpels. Stoeppalen | Woonhuis                  | laatste kwart 18e eeuw          |                                     | Lange Haven 133                             | 51° 55' 1" NB, 4° 23' 47" OL  | 33206  | Meer afbeeldingen |
| Pand met gepleisterde gevel waarin boven de verdiepingsvensters Dordtse togen. Onder de kroonlijst een fries met triglyphen en metopen. Stoeppalen | Woonhuis                  | eerste helft 17e eeuw           |                                     | Lange Haven 137                             | 51° 55' 2" NB, 4° 23' 47" OL  | 33207  | Meer afbeeldingen |
| Hoekpand Korte Haven. Hoog koopmanshuis met rijk geprofileerde kroonlijst en hardstenen vensterdorpels. Curieuze winkelpui en binnenpui. Stoeppalen | Werk-woonhuis             | 18e/19e eeuw                    |                                     | Lange Haven 141                             | 51° 55' 2" NB, 4° 23' 45" OL  | 33208  | Meer afbeeldingen |
| Korenbeurs | Handel en kantoor         | 1792                            | Jan Giudici                         | Lange Haven 145                             | 51° 55' 4" NB, 4° 23' 45" OL  | 33209  | Meer afbeeldingen |
| Hoekpand Havensteeg. Pand met gepleisterde lijstgevel en winkelpui. In de vensters negen-ruitsschuiframen | Werk-woonhuis             | derde kwart 19e eeuw            |                                     | Lange Haven 10                              | 51° 54' 52" NB, 4° 24' 3" OL  | 33210  | Meer afbeeldingen |
| Pakhuis "Windau". Pand met afgeknotte puntgevel met rollaag. Getoogde middennis met drie zolderluiken; eveneens getoogde vensters aan weerszijden. Getoogde inrijpoort | Opslag                    | mogelijk eerste kwart 19e eeuw  |                                     | Lange Haven 20                              | 51° 54' 52" NB, 4° 24' 1" OL  | 33211  | Meer afbeeldingen |
| Pakhuis met getoogde vensters en gootlijst op consoles. Twee dakkapellen | Opslag                    | 19e eeuw                        |                                     | Lange Haven 22                              | 51° 54' 52" NB, 4° 24' 1" OL  | 33212  | Meer afbeeldingen |
| Pakhuis "Libau". Pand met getoogde vensters, hijsluiken en inrijpoort. Gootlijst op klossen | Opslag                    | mogelijk eerste kwart 19e eeuw  |                                     | Lange Haven 24                              | 51° 54' 52" NB, 4° 24' 1" OL  | 33213  | Meer afbeeldingen |
| Pakhuis, in de geveltop gedateerd. Klokgevel met tussendekplaten, het metselwerk modern. Getoogde poort met hardstenen pilasters met dekplaten. Bovenlicht boven de deuren. Hardstenen vensterdorpels                                                                                                   | Nijverheid                | 1714                            |                                     | Lange Haven 26                              | 51° 54' 52" NB, 4° 24' 0" OL  | 33214  | Meer afbeeldingen |
| Breed pakhuis van negen vensterassen, bestaande uit parterre en twee verdiepingen. Getoogde poort, waarvan de hardstenen pilasters dekplaten hebben | Nijverheid                | mogelijk eerste kwart 19e eeuw  |                                     | Lange Haven 28                              | 51° 54' 52" NB, 4° 23' 59" OL | 33215  | Meer afbeeldingen |
| Wijnpakhuis "Gelderland" | Nijverheid                | mogelijk 18e eeuw               |                                     | Lange Haven 46                              | 51° 54' 53" NB, 4° 23' 56" OL | 33216  | Meer afbeeldingen |
| Wijnpakhuis "Zeeland" | Opslag                    | mogelijk 18e eeuw               |                                     | Lange Haven 48                              | 51° 54' 53" NB, 4° 23' 56" OL | 33217  | Meer afbeeldingen |
| Wijnpakhuis "Rilland" | Nijverheid                | vermoedelijk 18e eeuw           |                                     | Lange Haven 50                              | 51° 54' 53" NB, 4° 23' 55" OL | 33218  | Meer afbeeldingen |
| Wijnpakhuis op de hoek van de Taansteeg | Nijverheid                | mogelijk eerste helft 19e eeuw  |                                     | Lange Haven 54                              | 51° 54' 53" NB, 4° 23' 54" OL | 33219  | Meer afbeeldingen |
| Wijnpakhuis met twee klokgevels, voorzien van tussendekplaten | Nijverheid                | laatste kwart 19e eeuw          |                                     | Lange Haven 56                              | 51° 54' 53" NB, 4° 23' 54" OL | 33220  | Meer afbeeldingen |
| Woonhuis met eenvoudige lijstgevel ter breedte van drie vensterassen. In de verdieping vensters met zesruits empireramen | Werk-woonhuis             | eerste helft 19e eeuw           |                                     | Lange Haven 58                              | 51° 54' 53" NB, 4° 23' 53" OL | 33221  | Meer afbeeldingen |
| Pand met tuitgevel, bekroond door een geprofileerde lijst en met natuurstenen hoekvoluten op dekplaten. Onderpui geheel modern | Woonhuis                  | laatste helft 18e eeuw          |                                     | Lange Haven 68                              | 51° 54' 54" NB, 4° 23' 53" OL | 33222  | Meer afbeeldingen |
| Johannes de Doperkerk | Kerk en kerkonderdeel     | 1822-1824                       | Adrianus Tollus                     | Lange Haven 72                              | 51° 54' 55" NB, 4° 23' 52" OL | 33223  | Meer afbeeldingen |
| Branderijgebouw "De Locomotief" | Nijverheid                | 1794                            |                                     | Lange Haven 76                              | 51° 54' 55" NB, 4° 23' 50" OL | 33224  | Branderijgebouw "De Locomotief" |
| Monumentaal koopmanshuis van parterre en twee verdiepingen met omlopend schilddak | Woonhuis                  | laatste kwart 18e eeuw          |                                     | Lange Haven 80                              | 51° 54' 56" NB, 4° 23' 50" OL | 33225  | Meer afbeeldingen |
| Pand met eenvoudige tuitgevel gedekt door rollaag. In de top een rond venster. In de verdieping zesdelige schuiframen | Woonhuis                  | 19e eeuw                        |                                     | Lange Haven 82                              | 51° 54' 56" NB, 4° 23' 50" OL | 33226  | Meer afbeeldingen |
| Herenhuis met lijstgevel van vier vensterassen. Gesneden deuromlijsting en kalf in Lod. XVI-stijl. Hardstenen vensterdorpels; kroonlijst met verdiepte velden. Stoeppalen | Woonhuis                  | laatste kwart 18e eeuw          |                                     | Lange Haven 88                              | 51° 54' 57" NB, 4° 23' 50" OL | 33227  | Meer afbeeldingen |
| Herenhuis met lage bovenverdieping en lijstgevel, waarvan de middenas een rijke stucwerkversiering heeft. Getoogde vensters. Gang met stucplafond | Woonhuis                  | derde kwart 19e eeuw            |                                     | Lange Haven 92                              | 51° 54' 58" NB, 4° 23' 50" OL | 33228  | Meer afbeeldingen |
| Pand onder hoog, dwars zadeldak, oorspronkelijk twee huizen. Gewitte gevel onder rechte lijst. Rechts een getoogde poort op hardstenen pilasters met dekplaten | Woonhuis                  | mogelijk 18e eeuw               |                                     | Lange Haven 98                              | 51° 54' 58" NB, 4° 23' 49" OL | 33229  | Meer afbeeldingen |
| Hoog herenhuis met lage bovenverdieping en eenvoudige gepleisterde lijstgevel. De deur heeft een gesneden omlijsting met touwornament en een gesneden kalf | Woonhuis                  | mogelijk ca. 1800               |                                     | Lange Haven 104                             | 51° 54' 59" NB, 4° 23' 49" OL | 33230  | Meer afbeeldingen |
| Pand met eenvoudige bakstenen lijstgevel | Woonhuis                  | mogelijk tweede kwart 18e eeuw  |                                     | Lange Haven 106                             | 51° 54' 59" NB, 4° 23' 49" OL | 33231  | Meer afbeeldingen |
| Pand met eenvoudige lijstgevel. De vensters hebben hardstenen dorpels en ook de plint is van hardsteen. In de verdieping twaalfruits-, in de bovenverdieping zesruitsschuiframen | Woonhuis                  | eerste helft 19e eeuw           |                                     | Lange Haven 108                             | 51° 54' 60" NB, 4° 23' 49" OL | 33232  | Meer afbeeldingen |
| Pakhuis op de hoek van de Bokkensteeg. Twee gekoppelde klokgevels. Getoogde poort op hardstenen pilasters met dekplaten | Nijverheid                | laatste helft 18e eeuw          |                                     | Lange Haven 116                             | 51° 55' 0" NB, 4° 23' 49" OL  | 33233  | Meer afbeeldingen |
| Pand met eenvoudige lijstgevel. Getoogde inrijpoort en links daarvan deur met in het bovenlicht een gietijzeren levensboom | Woonhuis                  | tweede kwart 19e eeuw           |                                     | Lange Haven 122                             | 51° 55' 1" NB, 4° 23' 49" OL  | 33234  | Meer afbeeldingen |
| Herenhuis van parterre en twee verdiepingen gepleisterde lijstgevel met hardstenen plint, gesneden deuromlijsting met guirlandes Lod. XVI en in de verdiepingen empireramen met gegroefde middenstijlen                                                                                                 | Woonhuis                  | laatste kwart 18e eeuw          |                                     | Lange Haven 124                             | 51° 55' 1" NB, 4° 23' 49" OL  | 33235  | Meer afbeeldingen |
| Woonhuis onder dwars zadeldak, gemoderniseerd midden 19e eeuw. Stoep met hoekpaal | Woonhuis                  | 18e eeuw                        |                                     | Lange Haven 126                             | 51° 55' 2" NB, 4° 23' 49" OL  | 33236  | Meer afbeeldingen |
| Pand met lijstgevel. Dubbele deur in pilasteromlijsting met hoofdgestel. Hardstenen plint en stoep. Stoeppaal | Woonhuis                  | laatste helft 18e eeuw          |                                     | Lange Haven 128A                            | 51° 55' 2" NB, 4° 23' 49" OL  | 33237  | Meer afbeeldingen |
| Pand met eenvoudige, gepleisterde tuitgevel. Hardstenen stoeppalen | Woonhuis                  | mogelijk eerste helft 19e eeuw  |                                     | Lange Haven 130                             | 51° 55' 2" NB, 4° 23' 49" OL  | 33238  | Meer afbeeldingen |
| Gerend pand met lijstgevel. Hardstenen plint en vensterdorpels, dubbele deur in omlijsting van pilasters met Korinthische kapitelen. In de vensters schuiframen uit de bouwtijd. Stoep met palen en hekken                                                                                              | Woonhuis                  | midden 19e eeuw                 |                                     | Lange Haven 134                             | 51° 55' 2" NB, 4° 23' 49" OL  | 33239  | Meer afbeeldingen |
| Grote of Sint-Janskerk | Kerk en kerkonderdeel     | 14e eeuw                        |                                     | Nieuwstraat 34                              | 51° 55' 4" NB, 4° 23' 57" OL  | 33240  | Meer afbeeldingen |
| Westtoren van de Grote of Sr. Janskerk | Kerk en kerkonderdeel     | 15e eeuw                        |                                     | Nieuwstraat 34                              | 51° 55' 4" NB, 4° 23' 55" OL  | 33241  | Meer afbeeldingen |
| Herenhuis van parterre en verdieping met dwars zadeldak tussen puntgevels | Woonhuis                  | ca. 1860                        |                                     | Lange Nieuwstraat 51                        | 51° 54' 36" NB, 4° 24' 18" OL | 33243  | Meer afbeeldingen |
| Herenhuis van parterre en verdieping, breedte drie vensterassen. Kroonlijst met verdiepte velden; eenvoudige deuromlijsting met pilasters en hoofdgestel; hardstenen plint en vensterdorpels | Woonhuis                  | ca. 1860                        |                                     | Lange Nieuwstraat 53                        | 51° 54' 36" NB, 4° 24' 16" OL | 33244  | Meer afbeeldingen |
| Politiebureau | Woonhuis                  | ca. 1860                        |                                     | Lange Nieuwstraat 55                        | 51° 54' 36" NB, 4° 24' 16" OL | 33245  | Meer afbeeldingen |
| Herenhuis van parterre en verdieping: vijf vensterassen. Hardstenen plint en vensterdorpels; eenvoudige deuromlijsting met consoles onder het hoofdgestel en kroonlijst ter afsluiting van de gevel | Woonhuis                  | ca. 1860                        |                                     | Lange Nieuwstraat 57                        | 51° 54' 37" NB, 4° 24' 17" OL | 33246  | Meer afbeeldingen |
| Breed koopmanshuis van parterre en verdieping met brede middenrisaliet, waarin hardstenen poortomlijsting met gebeeldhouwd opschrift "Noord-Holland" en jaartal | Woonhuis                  | 1855                            |                                     | Lange Nieuwstraat 59C                       | 51° 54' 38" NB, 4° 24' 16" OL | 33247  | Breed koopmanshuis van parterre en verdieping met brede middenrisaliet, waarin hardstenen poortomlijsting met gebeeldhouwd opschrift "Noord-Holland" en jaartal                                              |
| Koopmanshuis met sobere empire lijstgevel | Werk-woonhuis             | midden 19e eeuw                 |                                     | Lange Nieuwstraat 101                       | 51° 54' 40" NB, 4° 24' 13" OL | 33248  | Meer afbeeldingen |
| Blok etagewoningen uit het midden der vorige eeuw ter breedte van zes vensterassen en ter hoogte van parterre met twee verdiepingen | Woonhuis                  |                                 |                                     | Lange Nieuwstraat 117                       | 51° 54' 41" NB, 4° 24' 11" OL | 33249  | Meer afbeeldingen |
| Herenhuis met eenvoudige lijstgevel en deuromlijsting met gesneden empire-versieringen | Woonhuis                  | midden 19e eeuw                 |                                     | Lange Nieuwstraat 167A                      | 51° 54' 44" NB, 4° 24' 7" OL  | 33250  | Meer afbeeldingen |
| Herenhuis met statige lijstgevel en schilddak | Woonhuis                  | eerste kwart 19e eeuw           |                                     | Lange Nieuwstraat 169                       | 51° 54' 44" NB, 4° 24' 6" OL  | 33251  | Meer afbeeldingen |
| Blauwhuis | Onderwijs en wetenschap   | 1765                            | Rutger van Bol'es                   | Lange Nieuwstraat 183                       | 51° 54' 45" NB, 4° 24' 5" OL  | 33252  | Meer afbeeldingen |
| Evangelisch Lutherse Kerk | Kerk en kerkonderdeel     | derde kwart 19e eeuw            |                                     | Lange Nieuwstraat 219                       | 51° 54' 48" NB, 4° 23' 60" OL | 33253  | Meer afbeeldingen |
| Waag | Handel en kantoor         | 1748                            |                                     | Nieuwstraat 36                              | 51° 55' 4" NB, 4° 23' 55" OL  | 33254  | Meer afbeeldingen |
| Herenhuis van parterre en twee verdiepingen, ter breedte van vijf vensterassen | Woonhuis                  | eerste kwart 19e eeuw           |                                     | Nieuwstraat 12                              | 51° 55' 1" NB, 4° 23' 54" OL  | 33255  | Meer afbeeldingen |
| Deftig patriciershuis van parterre en twee verdiepingen ter breedte van zes vensterassen | Woonhuis                  | laatste kwart 18e eeuw          |                                     | Nieuwstraat 26                              | 51° 55' 3" NB, 4° 23' 55" OL  | 33256  | Meer afbeeldingen |
| Pand met eenvoudige lijstgevel. Deur met gesneden kalf; vensters met acht-, zes- en vierruitsschuiframen | Woonhuis                  | eerste helft 19e eeuw           |                                     | Nieuwstraat 28                              | 51° 55' 3" NB, 4° 23' 55" OL  | 33257  | Meer afbeeldingen |
| Hoekpand Oude Kerkhof. Pand ter breedte van drie vensterassen, parterre en twee verdiepingen. Zadeldak tussen puntgevels. Deur met in het bovenlicht een gietijzeren levensboom. Hardstenen plint | Woonhuis                  | eerste kwart 19e eeuw           |                                     | Nieuwstraat 30                              | 51° 55' 3" NB, 4° 23' 55" OL  | 33258  | Meer afbeeldingen |
| Eenvoudig pandje met lage verdieping tegen de zuiderzijbeuk der St. Janskerk, naast de toren | Kerkelijke dienstwoning   | eerste kwart 19e eeuw           |                                     | Nieuwstraat 32                              | 51° 55' 4" NB, 4° 23' 55" OL  | 33259  | Meer afbeeldingen |
| Nieuwe Sluis | Waterweg, werf en haven   | 1778/1779 (jaartallen)          |                                     | Nieuwe Sluisstraat tegenover 6              | 51° 55' 6" NB, 4° 23' 50" OL  | 33260  | Meer afbeeldingen |
| Pand met verdieping en met pannen gedekt schilddak | Woonhuis                  | 17e/18e eeuw                    |                                     | Nieuwe Sluisstraat 7B                       | 51° 55' 5" NB, 4° 23' 48" OL  | 33261  | Meer afbeeldingen |
| Dwarshuis van parterre en twee verdiepingen onder zadeldak. Gootlijst op gesneden Lodewijk XIV-consoles. Hardstenen vensterdorpels. Breedte vier vensterassen | Woonhuis                  | 18e eeuw                        |                                     | Nieuwe Sluisstraat 6A                       | 51° 55' 5" NB, 4° 23' 50" OL  | 33262  | Meer afbeeldingen |
| Pand met eenvoudige tuitgevel. Hardstenen vensterdorpels, negen- en zesruitsschuiframen | Woonhuis                  | laatste helft 18e eeuw          |                                     | Nieuwe Sluisstraat 8                        | 51° 55' 5" NB, 4° 23' 50" OL  | 33263  | Meer afbeeldingen |
| Pand van parterre en verdieping met later mansardedak. Vensters met hardstenen dorpels en twaalfruitsschuiframen. Geprofileerde gootlijst op consoles | Woonhuis                  | 18e eeuw                        |                                     | Nieuwe Sluisstraat 10                       | 51° 55' 5" NB, 4° 23' 50" OL  | 33264  | Meer afbeeldingen |
| Pand op enigszins onregelmatig rechthoekige plattegrond, bestaande uit begane-grond en drie verdiepingen, verlicht door kleine getoogde vensters | Opslag                    | vroeg 19e eeuw                  |                                     | Noordvest 61                                | 51° 55' 13" NB, 4° 23' 51" OL | 33265  | Meer afbeeldingen |
| Molen De Noord | Industrie- en poldermolen | 1803/1971                       |                                     | Noordvest 38                                | 51° 55' 14" NB, 4° 23' 49" OL | 33266  | Meer afbeeldingen |
| De Palmboom | Industrie- en poldermolen | 1781/1992                       |                                     | Noordvest 34                                | 51° 55' 15" NB, 4° 23' 55" OL | 33267  | Meer afbeeldingen |
| De Vrijheid | Industrie- en poldermolen | 1785/1974                       |                                     | Noordvest 40                                | 51° 55' 11" NB, 4° 23' 41" OL | 33268  | Meer afbeeldingen |
| Complex evenwijdig aan de straat gelegen pakhuizen waarvan de parallel lopende zadeldaken aan voor- en achterzijde worden afgesloten door klokgevels met tussendekplaten | Opslag                    | mogelijk eerste helft 19e eeuw  |                                     | Oranjestraat 16                             | 51° 54' 46" NB, 4° 23' 58" OL | 33269  | Meer afbeeldingen |
| Eenvoudig pand op de hoek van het Bagijnhof | Woonhuis                  | tweede kwart 19e eeuw           |                                     | Oude Kerkhof 5                              | 51° 55' 3" NB, 4° 23' 60" OL  | 33270  | Meer afbeeldingen |
| Zakkendragershuisje (Stond in 1987 model voor het 55e Delfts blauwe huisje van de KLM) | Handel en kantoor         | 1725 (steen)                    |                                     | Oude Sluis 19                               | 51° 55' 6" NB, 4° 23' 47" OL  | 33271  | Meer afbeeldingen |
| Proveniershuis: Omvangrijk hofje, bestaande uit een monumentaal poortgebouw, waarachter een rechthoekige hof, omgeven door woningen met verdieping | Sociale zorg, liefdadigh. | 1756-1759                       |                                     | Overschiesestraat 1                         | 51° 55' 9" NB, 4° 24' 10" OL  | 33272  | Meer afbeeldingen |
| Gaaf huisje op de hoek van de Vijgensteeg. De lijstgevel heeft een hoge, houten pui met insteekverdieping en met gesneden festoenversieringen | Werk-woonhuis             | mogelijk 17e eeuw               |                                     | Schie 84                                    | 51° 55' 8" NB, 4° 23' 53" OL  | 33273  | Meer afbeeldingen |
| Pakhuis op de hoek van het Raam. Omlopend schilddak. IJsselstenen voorgevel en wapensteen boven de ingangspoort | Industrie                 | mogelijk 18e eeuw               |                                     | Schie 94                                    | 51° 55' 8" NB, 4° 23' 51" OL  | 33274  | Meer afbeeldingen |
| Liduina | Kerk en kerkonderdeel     | 1878-1881                       | E.J. Margry                         | Singel 106                                  | 51° 55' 4" NB, 4° 24' 18" OL  | 33276  | Meer afbeeldingen |
| Herenhuis met eenvoudige lijstgevel. Deuromlijsting met hoofdgestel, oorspronkelijke dubbele deur en gesneden bovenlicht. Hardstenen stoeppalen met zwarte versieringen | Woonhuis                  | eerste kwart 19e eeuw           |                                     | Tuinlaan 10C                                | 51° 54' 35" NB, 4° 24' 24" OL | 33277  | Meer afbeeldingen |
| Herenhuis van parterre en verdieping ter breedte van vijf vensterassen. Deuromlijsting met hoofdgestel, authentieke dubbele deur en rijk gesneden bovenlicht. Hardstenen stoeppalen met smeedijzeren hekjes                                                                                             | Woonhuis                  | eerste kwart 19e eeuw           |                                     | Tuinlaan 12                                 | 51° 54' 35" NB, 4° 24' 23" OL | 33278  | Meer afbeeldingen |
| Herenhuis met lijstgevel en eenvoudige deuromlijsting met hoofdgestel. Hardstenen stoeppalen met smeedijzeren hekjes voor de deur | Woonhuis                  | midden 19e eeuw                 |                                     | Tuinlaan 20                                 | 51° 54' 36" NB, 4° 24' 22" OL | 33279  | Meer afbeeldingen |
| Herenhuis met lijstgevel en eenvoudige deuromlijsting met hoofdgestel | Woonhuis                  | midden 19e eeuw                 |                                     | Tuinlaan 20A                                | 51° 54' 37" NB, 4° 24' 22" OL | 33280  | Meer afbeeldingen |
| Monumentaal herenhuis in de Lodewijk XVI trant van Giuduci | Woonhuis                  | begin 19e eeuw                  |                                     | Tuinlaan 24                                 | 51° 54' 37" NB, 4° 24' 22" OL | 33281  | Meer afbeeldingen |
| Herenhuis van parterre en verdieping onder dwars zadeldak | Woonhuis                  | tweede kwart 19e eeuw           |                                     | Tuinlaan 46                                 | 51° 54' 39" NB, 4° 24' 20" OL | 33282  | Meer afbeeldingen |
| Herenhuis met gepleisterde lijstgevel in Lod. XVI-trant | Woonhuis                  |                                 |                                     | Tuinlaan 50                                 | 51° 54' 40" NB, 4° 24' 20" OL | 33283  | Meer afbeeldingen |
| Herenhuis met lijstgevel, bestaande uit een terugliggend gedeelte en twee hoekrisalieten, waarin natuurstenen deuromlijstingen | Woonhuis                  | midden 19e eeuw                 |                                     | Tuinlaan 52                                 | 51° 54' 40" NB, 4° 24' 19" OL | 33284  | Meer afbeeldingen |
| Monumentaal herenhuis van vijf vensterassen en met dwars schilddak | Woonhuis                  |                                 |                                     | Tuinlaan 58                                 | 51° 54' 41" NB, 4° 24' 17" OL | 33285  | Meer afbeeldingen |
| Deftig herenhuis van vijf vensterassen. Parterre en verdieping met schilddak | Woonhuis                  | ca. 1860                        |                                     | Tuinlaan 80                                 | 51° 54' 44" NB, 4° 24' 12" OL | 33286  | Meer afbeeldingen |
| De Drie Koornbloemen | Industrie- en poldermolen | 1770/1971                       |                                     | Vellevest 3                                 | 51° 55' 3" NB, 4° 23' 33" OL  | 33287  | Meer afbeeldingen |
| Op de voormalige buitenplaats Bokkenburg aangelegde begraafplaats | Begraafplaats en -onderdl | ca. 1852                        |                                     | Vlaardingerdijk 50                          | 51° 54' 59" NB, 4° 23' 17" OL | 33288  | Meer afbeeldingen |
| De Walvisch | Industrie- en poldermolen | 1794                            |                                     | Westvest 229                                | 51° 54' 56" NB, 4° 23' 43" OL | 33289  | Meer afbeeldingen |
| Hoeve "Vrijlust", goed bewaarde boerderij | Boerderij                 | 17e eeuw                        |                                     | Woudweg 24                                  | 51° 56' 57" NB, 4° 21' 36" OL | 33290  | Meer afbeeldingen |
| Pand met zadeldak tussen puntgevels met vlechtingen. Achterhuis met aan de achterzijde eveneens een puntgevel. De verdiepingsvensters hebben een goede roedenverdeling bewaard | Woonhuis                  | 17e eeuw                        |                                     | Dorpsstraat 1                               | 51° 56' 13" NB, 4° 22' 40" OL | 33291  | Meer afbeeldingen |
| Pand met tuitgevel met gezwenkte contouren | Woonhuis                  | derde kwart 19e eeuw            |                                     | Dorpsstraat 5                               | 51° 56' 13" NB, 4° 22' 40" OL | 33292  | Meer afbeeldingen |
| Pand met lijstgevel. Het in oorsprong oudere huis heeft een hoog schilddak | Werk-woonhuis             | 19e eeuw of ouder               |                                     | Dorpsstraat 9                               | 51° 56' 13" NB, 4° 22' 40" OL | 33293  | Meer afbeeldingen |
| Pandje met voorgevel | Werk-woonhuis             | 16e/17e/19e eeuw                |                                     | Dorpsstraat 11                              | 51° 56' 13" NB, 4° 22' 40" OL | 33294  | Meer afbeeldingen |
| Oorspronkelijke boerderij onder schild- en zadeldaken. Belangrijk door de ligging nabij de Hervormde Kerk | Boerderij                 | mogelijk eerste kwart 19e eeuw  |                                     | Dorpsstraat 13                              | 51° 56' 15" NB, 4° 22' 40" OL | 33295  | Meer afbeeldingen |
| Grenspaal in het plantsoen Vlaardingerdijk, einde Korte Haven zich bevindende op het grondgebied van de gemeente Schiedam, doch eigendom van het Hoogheemraadschap Delfland en Schieland | Grensafbakening           |                                 |                                     | Nieuwe Haven tegenover 305                  | 51° 54' 33" NB, 4° 23' 53" OL | 33296  | Meer afbeeldingen |
| Boerderij | Boerderij                 | 18e eeuw                        |                                     | Kerkweg 105                                 | 51° 56' 49" NB, 4° 23' 16" OL | 33298  | Meer afbeeldingen |
| Nederlands Hervormde Kerk | Kerk en kerkonderdeel     | ca. 1300 en later               |                                     | Noordeinde 10                               | 51° 56' 14" NB, 4° 22' 38" OL | 33299  | Meer afbeeldingen |
| Hoekpand van begane-grond met verdieping en schilddak. Uitgebouwde kamer aan de Vlaardingerweg | Woonhuis                  | derde kwart 19e eeuw            |                                     | Schiedamseweg 2                             | 51° 56' 12" NB, 4° 22' 40" OL | 33300  | Meer afbeeldingen |
| Goede boerderij met langgerekt woonhuis, haaks op de straat. Begane-grond met schilddak. Aan de straat een opkamer. Vensters met luiken; drie dakvensters | Boerderij                 | mogelijk 17e eeuw               |                                     | Schiedamseweg 12                            | 51° 56' 10" NB, 4° 22' 40" OL | 33301  | Meer afbeeldingen |
| Sint Jorisdoelen | Vergadering en vereniging | 1743                            | Ary van Bol'Es                      | Doeleplein 1                                | 51° 55' 11" NB, 4° 24' 2" OL  | 387005 | Meer afbeeldingen |
| Vrijstaande woonhuis met garage | Woonhuis                  | 1930-1931                       | J.A. Brinkman en L.C. van der Vlugt | Arij Prinslaan 14                           | 51° 54' 36" NB, 4° 23' 14" OL | 46889  | Meer afbeeldingen |
| Babbersmolen | Industrie- en poldermolen | 1710                            |                                     | Vlaardingerdijk                             | 51° 55' 2" NB, 4° 22' 26" OL  | 513195 | Meer afbeeldingen |
| Hofje van Belois | Woonhuis                  | 1926                            | A. Stahlie                          | Hofje van Belois 2–37                       | 51° 54' 44" NB, 4° 23' 23" OL | 525376 | Hofje van Belois |
| Hofje van Belois: regentenhuis | Sociale zorg, liefdadigh. | 1926                            | A. Stahlie                          | Hofje van Belois 1                          | 51° 54' 43" NB, 4° 23' 21" OL | 525377 | Hofje van Belois: regentenhuis |
| De Kuyper | Industrie                 | 1910-1911                       |                                     | Buitenhavenweg 98                           | 51° 54' 43" NB, 4° 24' 25" OL | 525379 | De Kuyper |
| De Kuyper | Handel en kantoor         | 1910-1911                       |                                     | Buitenhavenweg 98                           | 51° 54' 43" NB, 4° 24' 25" OL | 525380 | Meer afbeeldingen |
| Zaalkerk 't Huis te Poort | Kerk en kerkonderdeel     | 1862                            | M. van Erkel en J. Vormer           | Dam 28                                      | 51° 55' 5" NB, 4° 23' 42" OL  | 525382 | Meer afbeeldingen |
| 't Huis te Poort | Kerkelijke dienstwoning   | 1862                            |                                     | Dam 30                                      | 51° 55' 5" NB, 4° 23' 42" OL  | 525383 | Meer afbeeldingen |
| Flatgebouw met appartementen in winkel "Singelwijck" | Appartementengebouw       | 1933-1934                       | H. Leppla                           | Rotterdamsedijk 274                         | 51° 54' 54" NB, 4° 24' 10" OL | 525385 | Flatgebouw met appartementen in winkel "Singelwijck" |
| Woonblok met etagewoningen en winkels | Appartementengebouw       | 1933-1934                       | H. Leppla                           | Rotterdamsedijk 262a                        | 51° 54' 54" NB, 4° 24' 12" OL | 525386 | Meer afbeeldingen |
| Pastorie | Kerkelijke dienstwoning   | 1888-1890                       | A.C. Bleijs                         | Kerkweg 51                                  | 51° 56' 37" NB, 4° 23' 12" OL | 525388 | Pastorie |
| St. Jacobuskerk | Kerk en kerkonderdeel     | 1890                            | A.C. Bleijs                         | Kerkweg 53                                  | 51° 56' 38" NB, 4° 23' 14" OL | 525389 | Meer afbeeldingen |
| De Nederlanden: pakhuizen | Nijverheid                | 1851                            |                                     | Lange Nieuwstraat 109                       | 51° 54' 40" NB, 4° 24' 12" OL | 525391 | De Nederlanden: pakhuizen |
| De Nederlanden: poortgebouw | Fort, vesting en -onderdl | 1851                            |                                     | Lange Nieuwstraat 109                       | 51° 54' 40" NB, 4° 24' 12" OL | 525392 | De Nederlanden: poortgebouw |
| De Nederlanden: woningen | Woonhuis                  | 1851                            |                                     | Lange Nieuwstraat 103                       | 51° 54' 40" NB, 4° 24' 12" OL | 525393 | Meer afbeeldingen |
| Duocomplex branderijen Rotterdam en Amsterdam | Industrie                 | 1857                            |                                     | Nieuwe Haven 97/99                          | 51° 54' 39" NB, 4° 24' 1" OL  | 525395 | Meer afbeeldingen |
| Wassenaar | Industrie                 | 1860                            |                                     | Nieuwe Haven 95                             | 51° 54' 39" NB, 4° 24' 2" OL  | 525396 | Wassenaar |
| Zaalkerk | Kerk en kerkonderdeel     | 1909                            | H. Evers                            | Westvest 90                                 | 51° 54' 57" NB, 4° 23' 43" OL | 525398 | Meer afbeeldingen |
| Kosterwoning en catechisatielokaal | Kerkelijke dienstwoning   | 1909                            | H. Evers                            | Westvest 92                                 | 51° 54' 57" NB, 4° 23' 43" OL | 525399 | Meer afbeeldingen |
| Winkel annex woonhuis in Eclectische stijl | Winkel                    | 1880                            |                                     | Hoogstraat 160                              | 51° 55' 2" NB, 4° 23' 51" OL  | 525400 | Meer afbeeldingen |
| Winkel annex woonhuis in Neo-Renaissance trant | Winkel                    | ca. 1875-1900                   |                                     | Hoogstraat 182                              | 51° 55' 4" NB, 4° 23' 52" OL  | 525401 | Winkel annex woonhuis in Neo-Renaissance trant |
| Voormalig klooster van de zusters Dominicanessen met bijbehorend schoolgebouw met schoolplein en muur | Klooster, kloosteronderdl | 1886-1887                       | Th.L. Kanters                       | Korte Haven 127                             | 51° 55' 1" NB, 4° 23' 40" OL  | 525402 | Meer afbeeldingen |
| Woonhuis in rijke Eclectische stijl | Woonhuis                  | 1890-1900                       |                                     | Lange Haven 139                             | 51° 55' 2" NB, 4° 23' 47" OL  | 525403 | Meer afbeeldingen |
| Voormalige drukkerij | Nijverheid                | 1910                            | J.W.H. Hartkamp                     | Korte Haven 3A                              | 51° 55' 2" NB, 4° 23' 45" OL  | 525404 | Voormalige drukkerij |
| Fabrieksgebouwin Zakelijk Expressionistische trant | Industrie                 | 1928                            | P. Sanders                          | Lange Haven 43                              | 51° 54' 51" NB, 4° 23' 54" OL | 525405 | Fabrieksgebouwin Zakelijk Expressionistische trant |
| Pastorie | Kerkelijke dienstwoning   | 1891                            |                                     | Dorpsstraat 6                               | 51° 56' 14" NB, 4° 22' 43" OL | 525406 | Pastorie |
| De Waarzegster | Nijverheid                | 1825-1850                       | N. Scheurkogel (verbouwing)         | Lange Haven 53                              | 51° 54' 51" NB, 4° 23' 53" OL | 525407 | Meer afbeeldingen |
| Voormalige R.K. klooster in Eclectische stijl | Klooster, kloosteronderdl | 1866                            | W. Thijssen                         | Tuinlaan 82                                 | 51° 54' 45" NB, 4° 24' 12" OL | 525408 | Meer afbeeldingen |
| Woonhuis met een diepe achtertuin in Eclectische stijl | Woonhuis                  | ca. 1860                        |                                     | Nieuwe Haven 149                            | 51° 54' 50" NB, 4° 23' 46" OL | 525409 | Woonhuis met een diepe achtertuin in Eclectische stijl |
| Complex van twee identieke distilleerderijen in sobere traditionele trant | Nijverheid                | 1831                            |                                     | Noordvest 30                                | 51° 55' 15" NB, 4° 23' 58" OL | 525410 | Meer afbeeldingen |
| Pakhuis, gebouwd ongeveer halverwege de negentiende eeuw in neoclassicistische trant | Opslag                    | 1850                            |                                     | Tuinlaan 78                                 | 51° 54' 45" NB, 4° 24' 14" OL | 525411 | Pakhuis, gebouwd ongeveer halverwege de negentiende eeuw in neoclassicistische trant |
| Vrijstaand blok van twee geschakelde villa's met voortuinen en diepe achtertuinen | Woonhuis                  | ca. 1866                        | M. Wouterlood (vermoedelijk)        | Warande 123                                 | 51° 54' 41" NB, 4° 23' 53" OL | 525412 | Vrijstaand blok van twee geschakelde villa's met voortuinen en diepe achtertuinen |
| De Passage | Winkel                    | 1932                            | P. Sanders                          | Broersvest 29                               | 51° 54' 54" NB, 4° 24' 6" OL  | 525413 | Meer afbeeldingen |
| Woonhuis in rijke Eclectische stij | Woonhuis                  | laatste kwart 19e eeuw          | P.J.S. Pieters (verbouwing)         | Lange Haven 90                              | 51° 54' 57" NB, 4° 23' 50" OL | 525414 | Meer afbeeldingen |
| Voormalige branderij aan het Noordvest | Industrie                 | 1874                            |                                     | Noordvestsingel 79                          | 51° 55' 15" NB, 4° 23' 48" OL | 525415 | Meer afbeeldingen |
| Voormalige branderij aan het Noordvest | Industrie                 | 1873                            |                                     | Noordvestsingel 77                          | 51° 55' 15" NB, 4° 23' 48" OL | 525416 | Meer afbeeldingen |
| Zeerust. Voormalige branderij aan het Noordvest | Industrie                 | 1874                            |                                     | Noordvestsingel 81                          | 51° 55' 15" NB, 4° 23' 49" OL | 525417 | Meer afbeeldingen |
| Charlois. Voormalige branderij aan het Noordvest | Industrie                 | 1874                            | Coen Kramers Thz (samenvoeging)     | Noordvestsingel 83                          | 51° 55' 15" NB, 4° 23' 49" OL | 525418 | Meer afbeeldingen |
| Mathenesse. Voormalige branderij aan het Noordvest | Industrie                 | 1874                            | Coen Kramers Thz (samenvoeging)     | Noordvestsingel 85                          | 51° 55' 15" NB, 4° 23' 50" OL | 525419 | Meer afbeeldingen |
| De Hoop. Voormalige branderij aan het Noordvest | Industrie                 | 1874                            |                                     | Noordvestsingel 87                          | 51° 55' 16" NB, 4° 23' 50" OL | 525420 | Meer afbeeldingen |
| Nooitgedacht. Voormalige branderij aan het Noordvest | Industrie                 | 1874                            | Jan Gidding (verbouwing)            | Noordvestsingel 89                          | 51° 55' 16" NB, 4° 23' 51" OL | 525421 | Meer afbeeldingen |
| Voormalige branderij aan het Noordvest | Industrie                 | 1874                            | L.N. Krijgsman (gewijzigd)          | Noordvestsingel 93                          | 51° 55' 16" NB, 4° 23' 52" OL | 525422 | Voormalige branderij aan het Noordvest |
| Voormalige branderij aan het Noordvest | Industrie                 | 1874                            | L.N. Krijgsman (wijziging)          | Noordvestsingel 95                          | 51° 55' 16" NB, 4° 23' 53" OL | 525423 | Voormalige branderij aan het Noordvest |
| Voormalige branderij aan het Noordvest | Industrie                 | 1878                            |                                     | Noordvestsingel 97                          | 51° 55' 16" NB, 4° 23' 53" OL | 525424 | Voormalige branderij aan het Noordvest |
| Voormalige branderij in sobere Eclectische stijl | Industrie                 | 1862                            |                                     | Westerkade 10                               | 51° 54' 33" NB, 4° 24' 6" OL  | 525425 | Voormalige branderij in sobere Eclectische stijl |
| Voormalige mouterij in sobere Eclectische stijl | Nijverheid                | 1862                            |                                     | Westerkade 12                               | 51° 54' 33" NB, 4° 24' 6" OL  | 525426 | Voormalige mouterij in sobere Eclectische stijl |
| Maassluis | Nijverheid                | 1869                            |                                     | Westerkade 20                               | 51° 54' 31" NB, 4° 24' 3" OL  | 525427 | Maassluis |
| De Olyfboom | Industrie                 | 1870                            |                                     | Westerkade 22                               | 51° 54' 31" NB, 4° 24' 2" OL  | 525428 | De Olyfboom |
| Bleiswijk | Industrie                 | 1869                            |                                     | Westerkade 24                               | 51° 54' 30" NB, 4° 24' 1" OL  | 525429 | Bleiswijk |
| Voormalige branderij | Industrie                 | 1870                            |                                     | Westerkade 26                               | 51° 54' 30" NB, 4° 24' 1" OL  | 525430 | Voormalige branderij |
| Mercurius en Neptunus | Industrie                 | 1870                            |                                     | Westerkade 28                               | 51° 54' 29" NB, 4° 23' 60" OL | 525431 | Mercurius en Neptunus |
| Twee identieke gietijzeren lantaarnpalen | Straatmeubilair           | 1800-1900                       |                                     | Grote Markt tegenover 1                     | 51° 55' 6" NB, 4° 23' 53" OL  | 525432 | Twee identieke gietijzeren lantaarnpalen |
| Kantoorgebouw van een distilleerderij | Handel en kantoor         | 1915                            | Vink en Gort                        | Schie 38                                    | 51° 55' 10" NB, 4° 23' 60" OL | 525433 | Meer afbeeldingen |
| Willemsbrug | Brug                      | 1861                            | M. van Erkel                        | Nieuwe Haven                                | 51° 54' 31" NB, 4° 24' 8" OL  | 525434 | Meer afbeeldingen |
| Beursbrug | Brug                      | 1902                            | L. Doedes                           | Lange haven ongenummerd                     | 51° 55' 4" NB, 4° 23' 48" OL  | 525435 | Meer afbeeldingen |
| Pakhuis, gebouwd in traditionele trant | Opslag                    | 1834                            |                                     | Schie 9                                     | 51° 55' 7" NB, 4° 23' 52" OL  | 525436 | Meer afbeeldingen |
| New York | Industrie                 | 1858                            |                                     | Nieuwe Haven 109                            | 51° 54' 42" NB, 4° 23' 58" OL | 525437 | New York |
| Voormalige branderij in sobere Eclectische trant | Industrie                 | ca. 1880                        |                                     | Groenweegje 5                               | 51° 55' 11" NB, 4° 23' 60" OL | 525438 | Voormalige branderij in sobere Eclectische trant |
| Voormalige branderij in sobere Eclectische trant | Industrie                 | 1861                            |                                     | Groenweegje 4                               | 51° 55' 14" NB, 4° 24' 0" OL  | 525439 | Voormalige branderij in sobere Eclectische trant |
| Complex arbeiderswoningen met bijbehorende tuinmuurtjes met hekwerken | Woonhuis                  | 1906-1907                       | P. Sanders                          | Fabristraat 1                               | 51° 54' 49" NB, 4° 23' 35" OL | 525440 | Complex arbeiderswoningen met bijbehorende tuinmuurtjes met hekwerken |
| A. Houtman & Co | Nijverheid                | 1872                            | M. Wouterlood                       | Westfrankelandsestraat 11                   | 51° 54' 55" NB, 4° 23' 36" OL | 525441 | A. Houtman & Co |
| Voormalige distilleerderij firma Hoppe | Nijverheid                | 1858                            |                                     | Nieuwe Haven 103                            | 51° 54' 40" NB, 4° 24' 1" OL  | 525442 | Voormalige distilleerderij firma Hoppe |
| Pompgebouw | Nutsbedrijf               | 1922                            | A. Otten                            | Rotterdamsedijk 50C                         | 51° 54' 52" NB, 4° 24' 42" OL | 525443 | Meer afbeeldingen |
| Bankgebouw Hollandse Algemeene Verzekerings Bank | Handel en kantoor         | 1933-1935                       | W.M. Dudok                          | Gerrit Verboonstraat 2-82, Tuinlaan 120-122 | 51° 54' 49" NB, 4° 24' 6" OL  | 525444 | Meer afbeeldingen |
| Pandje, deel uitmakend van een fabriekscomplex | Bedrijfs-,fabriekswoning  | 1770-1800                       |                                     | Zijlstraat 6, Noordvest 103                 | 51° 55' 11" NB, 4° 23' 43" OL | 528815 | Pandje, deel uitmakend van een fabriekscomplex |

Alblasserdam ·
Albrandswaard ·
Alphen aan den Rijn ·
Barendrecht ·
Bodegraven-Reeuwijk ·
Capelle aan den IJssel ·
Delft ·
Den Haag ·
Dordrecht ·
Goeree-Overflakkee ·
Gorinchem ·
Gouda ·
Hardinxveld-Giessendam ·
Hendrik-Ido-Ambacht ·
Hillegom ·
Hoeksche Waard‎ ·
Kaag en Braassem ·
Katwijk ·
Krimpen aan den IJssel ·
Krimpenerwaard ·
Lansingerland ·
Leiden ·
Leiderdorp ·
Leidschendam-Voorburg ·
Lisse ·
Maassluis ·
Midden-Delfland ·
Molenlanden ·
Nieuwkoop ·
Nissewaard ·
Noordwijk ·
Oegstgeest ·
Papendrecht ·
Pijnacker-Nootdorp ·
Ridderkerk ·
Rijswijk ·
Rotterdam ·
Schiedam ·
Sliedrecht ·
Teylingen ·
Vlaardingen ·
Voorne aan Zee ·
Voorschoten ·
Waddinxveen ·
Wassenaar ·
Westland ·
Zoetermeer ·
Zoeterwoude ·
Zuidplas ·
Zwijndrecht